# Chris Kilmore

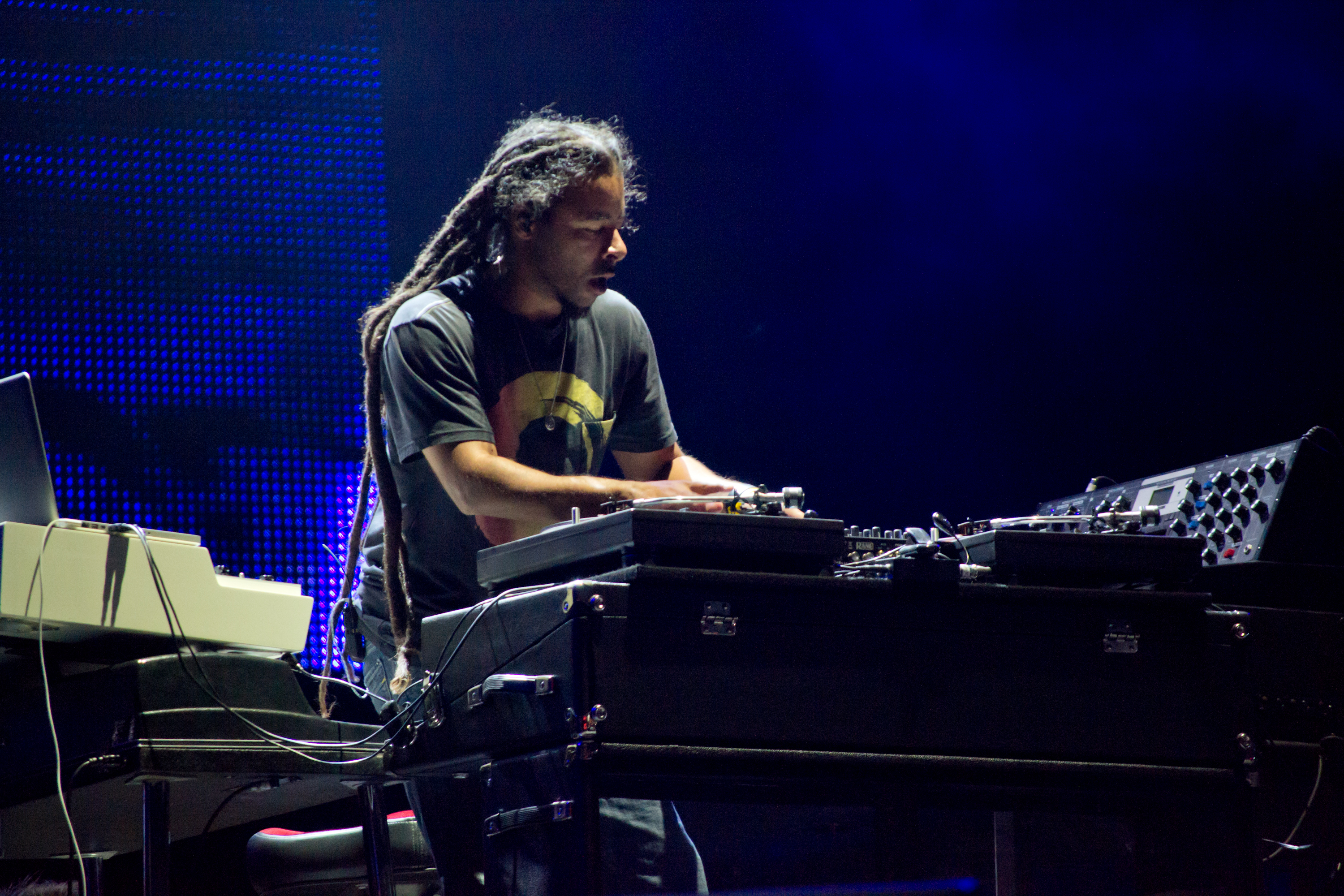
Chris Kilmore en 2012

Chris Kilmore (Dillsburg, Pensilvania, 21 de enero de 1973) conocido artísticamente como DJ Kilmore, es un músico estadounidense. Es uno de los miembros de la banda de rock californiana Incubus.

## Historia
Se unió como DJ a la banda de rock Incubus en el año 1998 en sustitución de DJ Lyfe.